# Kevin J. O'Connor
Kevin James O'Connor est un acteur américain né le 15 novembre 1963 à Chicago, Illinois (États-Unis).

## Biographie

### Carrière
O'Connor s'est formé à la Goodman School of Drama et à la DePaul University. Il obtient son premier rôle au cinéma à l'âge de 23 ans dans le film de 1986; Peggy Sue s'est mariée, de Francis Ford Coppola, aux côtés de jeunes débutants, aujourd'hui célèbres, tels Nicolas Cage ou Jim Carrey. Durant les années 1980, Kevin J. O'Connor ne joue que dans des films quasiment méconnus du grand public. Il a notamment tenu le rôle principal du film Candy Mountain et a incarné Ernest Hemingway dans The Moderns, d'Alan Rudolph. Mais par la suite il se "spécialise" dans les films d'action et d'aventure. Il est apparu brièvement dans le film Amistad, de Steven Spielberg et a joué maintes fois sous la direction de Stephen Sommers (Un cri dans l'océan, La Momie, Van Helsing et G.I. Joe).

### Vie privée
Kevin J. O'connor s'est marié en 1988[réf. nécessaire] à Jane Elizabeth Unrue. Mais ils auraient divorcé.

## Filmographie

### Cinéma
- 1986 : One More Saturday Night de Dennis Klein : Hood
- 1986 : Peggy Sue s'est mariée de Francis Ford Coppola : Micheal Fitzmmons
- 1988 : Candy Mountain de Robert Frank et Rudy Wurlitzer : Julius
- 1988 : The Moderns d'Alan Rudolph : Ernest Hemingway
- 1989 : Signs of Life de John David Coles : Eddie Johnson
- 1989 : Potins de femmes d'Herbert Ross : Sammy Desoto
- 1990 : L'Amour poursuite d'Alan Rudolph : Art
- 1991 : F/X2, effets très spéciaux de Richard Franklin : Matt Neely
- 1992 : Equinox d'Alan Rudolph : Russell Franks
- 1992 : Héros malgré lui de Stephen Frears : Chucky
- 1994 : Absolom 2022 de Martin Campbell : Stephano
- 1994 : Color of Night de Richard Rush : Casey Heinz
- 1995 : Canadian Bacon de Michael More : Roy Boy
- 1995 : Programmé pour tuer de Brett Leonard : Clide Reilly
- 1995 : Le maître des illusions de Clive Barker : Philip Swann
- 1996 : Hit Me de Steven Shainberg : Cougar
- 1997 : Chicago Cab de Mary Cybulski et John Tintori : L'homme du sud
- 1997 : Amistad de Steven Spielberg : Missionnaire
- 1998 : Ni dieux ni démons de Bill Condon : Harry
- 1998 : Un cri dans l'océan de Stephen Sommers : Joey 'Tooch' Pantucci
- 1999 : La Momie de Stephen Sommers : Beni Gabor
- 1999 : 50 degrés Fahrenheit d'Hugh Johnson : Telstar
- 1999 : If... Dog... Rabbit... de Matthew Modine : Jamie Cooper
- 2004 : Van Helsing de Stephen Sommers : Igor
- 2006 : Kettle of Fish de Claudia Myers : Harry
- 2007 : Seraphim Falls de David Von Ancken : Henry
- 2007 : Plane of the Dead de Scott Thomas : Frank
- 2007 : There Will Be Blood de Paul Thomas Anderson : Henry
- 2009 : G.I. Joe : Le Réveil du Cobra de Stephen Sommers : Dr. Mindbender
- 2012 : The Master de Paul Thomas Anderson : Bill White
- 2015 : Vive les vacances (Vacation) de John Francis Daley et Jonathan M. Goldstein
- 2018 : Les Veuves (Widows) de Steve McQueen : Bobby Welsh
- 2019 : Captive State de Rupert Wyatt : Kermode

### Télévision
- 1988 : Ouragan sur le Caine : Le Procès (The Caine Mutiny Court-Martial) de Robert Altman : Lt. Thomas Keefer
- 1988 : Tanner '88'' : Hayes Taggarty
- 1991 : New York, police judiciaire : Patrick McCarter
- 1994 : Birdland : M. Horner
- 1997 : Un nouveau départ pour la Coccinelle : Roddy Martel
- 1998 : Black Cat Run : Hobbs
- 2000 : Les Médiums : Warren Day
- 2001 : Gideon's Crossing : Dr. Mochael Pirandello
- 2004 : Century City : Henry Crell
- 2005 : New York, section criminelle : Dr. Evan Chapel
- 2009 : The Beast : Harry Conrad
- 2016 : 22.11.63 : L'homme à la carte jaune